# تكنولوجيا منخفضة

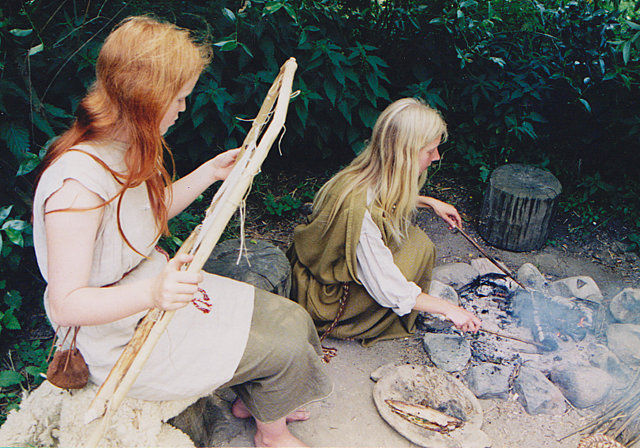
فتاتان عاملتان في العصر الحديدي

التكنولوجيا المنخفضة هي التكنولوجيا البسيطة، على عكس التكنولوجيا العالية.
يمكن تصنيع التكنولوجيا المنخفضة بالحد الأدنى من الاستثمار من قبل فرد أو مجموعة صغيرة من الأفراد. بالإضافة إلى ذلك، يمكن فهم تفاصيل هذه التكنولوجيا بشكل كامل من قبل فرد واحد، بدون الحاجة إلى التخصص والتقسيم. في بعض التعريفات، قد لا تُستخدم تقنيات وتصاميم التكنولوجيا المنخفضة بسبب الظروف أو الأولويات الاجتماعية والاقتصادية المتغيرة. بشكل عام، يمكن تصنيع وتكييف وإصلاح هذه التكنولوجيا بسهولة، كما تستخدم القليل من الطاقة والموارد (التي تُجمع من مصادر محلية في الغالب) للحفاظ على استدامة ومرونة جماعية قوية.
التكنولوجيا المنخفضة موجودة في الحياة اليومية. مثلًا، يتوافق ركوب الدراجة للذهاب إلى العمل، أو إصلاح أجهزتك الخاصة بدلًا من التخلص منها، مع فلسفة التكنولوجيا المنخفضة.
يمكن اعتبار التكنولوجيا البدائية التي تستخدم أدوات مثل الخشب والحجارة والصوف، وما إلى ذلك، تكنولوجيا منخفضة، مثل آلات ما قبل الثورة الصناعية على غرار طواحين الهواء أو المراكب الشراعية.

## التاريخ

### سبعينات القرن العشرين
أدى الازدهار الاقتصادي بعد الحرب العالمية الثانية إلى الشك في التقدم والتكنولوجيا والنمو اللامتناهي في بداية سبعينات القرن العشرين، لا سيما من خلال تقرير حدود النمو (1972). سعى الكثير لتحديد ماهية التكنولوجيا اللينة، ما أدى إلى حركة التكنولوجيا المنخفضة. وُصفت هذه التكنلوجيا بأنها «وسيطة» (من قِبل إي. إف. شوماخر)، و«محررة» (من قِبل إم. بوكتشين)، أو حتى ديمقراطية. وهكذا، طُورت فلسفة الدعوة إلى الاستخدام الواسع النطاق للتكنولوجيا اللينة في الولايات المتحدة، وأُجريت العديد من الدراسات في تلك السنوات، ولا سيما من قبل باحثين على غرار لانغدون وينر.

### العقد الأول من القرن الحادي والعشرين وما بعده
وُصفت التكنولوجيا المنخفضة بشكل متزايد في المؤلفات العلمية، ولا سيما في أعمال بعض مؤلفي سبعينات القرن العشرين: مثلًا في كتاب «التكنولوجيا العالية، التكنولوجيا المنخفضة، التكنلوجيا المعدومة» لهيرش كرينسن.
في الآونة الأخيرة، أدت ندرة الموارد - وخاصة المعادن - إلى انتقادات شديدة بشكل متزايد ضد التكنولوجيا العالية.
منذ عام 2007، نشر الهولندي كريس دي ديكر بعض الأفكار حول حلول التكنولوجيا المنخفضة، ومشكلة التكنولوجيا العالية، وتحديث التكنولوجيا التي «عفا عليها الزمن» عبر «مجلة التكنولوجيا العالية إلى التكنولوجيا المنخفضة».
في عام 2014، نشر المهندس الفرنسي فيليب بيهويكس كتاب «عصر التكنولوجيا المنخفضة» شرح فيه كيف يمكن لدولة أوروبية مثل فرنسا، باستخدام القليل من الموارد المعدنية والطاقة، أن تصبح دولةً «منخفضة التكنولوجيا» (بدلًا من دولة «ناشئة») لتتوافق بشكل أفضل مع أهداف التنمية المستدامة للدولة. يستشهد بيهويكس بأمثلة مختلفة لمبادرات التكنولوجيا المنخفضة ويصف فلسفة ومبادئ التكنولوجيا المنخفضة. في عام 2015، افتُتح مشروع مختبر التكنلوجيا المنخفضة، الذي يتألف من منصة ويب (مشابهة لويكيبيديا) لتوثيق ومشاركة الاختراعات، وطرح أفكار حول فلسفة التكنولوجيا المنخفضة.

### مؤخرًا
ظهرت العديد من التعريفات الجديدة لتكملة أو وصف مصطلح «التكنولوجيا المنخفضة»، وهي أكثر دقة لأنها تمثل خصائص معينة:
- التكنولوجيا القديمة: تشمل الاختراعات القديمة ولكن الذكية (ليست بالضرورة مفيدة أو متينة أو يسهل الوصول إليها). مع ذلك، هناك بعض أوجه التشابه مع التكنولوجيا المنخفضة، لأن التكنولوجيا القديمة غالبًا ما تكون لامركزية وأبسط (لأنها مصنوعة من قبل أفراد).[7]
- التكنولوجيا الجامحة: بعيدًا عن أوجه الاختلاف بين التكنولوجيا الفائقة والمنخفضة، تعتزم التكنولوجيا الجامحة تقديم «أدوات للتفكير بشكل أفضل في طرق التصنيع التي لا يمكن تصنيفها». يمكن أيضًا ربطها بـ «التمرد التكنولوجي»، التي هي حركة هدفها إعادة تكييف أي نوع من التكنولوجيا.[8]
- التكنولوجيا الصغيرة: عكس «التكنولوجيا الكبيرة،» التي تشمل شركات جي إيه إف إيه إم. بالتالي تشير إلى الأسئلة الرقمية، «من منظور الحفاظ على مستوى عالٍ من التعقيد التكنولوجي ولكن على أساس مفاهيم العموم والعمل التعاوني ومبادئ الديمقراطية والعدالة الاجتماعية».[9]
- التكنولوجيا البطيئة: تهدف إلى «استكشاف عيوب التكنولوجيا وآثارها على صحة الإنسان وتنميته». كما تشير إلى حركة تهدف إلى الحد من الإدمان على التكنولوجيا، خاصةً بين الشباب. مع ذلك، فإن أعلى تشابه بينها وبين التكنولوجيا المنخفضة هو اقتصارها على التكنولوجيا (من جميع الأنواع) التي تروج لأسلوب الحياة البطيء.[10]
- التكنولوجيا السهلة: تكنولوجيا يسهل تنفيذها واستخدامها وهي متاحة للجميع. وهو التعريف الأساسي المقبول عمومًا للتكنولوجيا المنخفضة.
- التكنلوجيا المعدومة: تروج لنمط حياة خالٍ من استخدام التكنولوجيا، عندما يكون ذلك ممكنًا. تشمل التكنولوجيا النقدية للجانب السلبي والمستهلك للوقت لمعظم التقنيات «الحديثة».
- لو تيك: اسم ابتكرته جوليا واتسون في كتابها بعنوان «قوة لو تيك، استكشاف عالمي للتكنولوجيا المبنية على الطبيعة». تجمع المؤلفة المعرفة والممارسات متعددة الأجيال «لمواجهة فكرة أن ابتكارات السكان الأصليين بدائية ومعزولة عن التكنولوجيا». تيك هو اختصار لـ «المعرفة البيئية التقليدية».